# Punat
Punat är en ort i Kroatien.   Den ligger i länet Gorski kotar, i den centrala delen av landet, 140 km sydväst om huvudstaden Zagreb. Punat ligger 7 meter över havet och antalet invånare är 1 793. Den ligger på ön Krk.
Terrängen runt Punat är kuperad åt sydost, men åt nordväst är den platt. Havet är nära Punat åt sydväst.  Närmaste större samhälle är Crikvenica, 18,7 km norr om Punat. 